# 長谷銀次朗
長谷 銀次朗（はせ ぎんじろう、1998年8月4日 - ）は、日本出身のラグビーユニオン選手。ポジションはフランカー。2025年現在、ジャパンラグビーリーグワンに参戦する清水建設江東ブルーシャークスに所属するラグビー選手。

## 略歴
中学校から兄の影響でラグビーを始める。
2017年、御所実業高等学校に入学。高校2年時からレギュラーとして活躍。
3年時に奈良県代表として、第71回国民体育大会で優勝。第96回全国高等学校ラグビーフットボール大会で3位の成績を残す。
2021年、日本大学に入学。大学1年時からレギュラーとして活躍。
4年時に第57回全国大学ラグビーフットボール選手権大会でベスト8の成績を残す。
2021年、日本大学卒業後、清水建設江東ブルーシャークスに加入。
2022年1月23日に行われたJAPAN RUGBY LEAGUE ONE第2節九州電力キューデンヴォルテクス戦にて先発出場で公式戦初出場を果たす。

## プロフィール
大阪府大阪市出身。大阪市立長吉西中学校を経て、御所実業高等学校に進学。その後、日本大学に進学し、ラグビー部でプレーした。大学卒業後、清水建設江東ブルーシャークスに加入。2023-24シーズンにはジャパンラグビー リーグワン ディビジョン3に出場し、公式戦キャップ数は21を数える。ニックネームは銀ちゃん。

## プレースタイル
タックルの鋭さが持ち味。アタック、ジャッカルも得意なオールラウンドプレーヤー。また、モールリーダーとしてチームの前進に貢献している。